# كاذب ، كاذب (أنمي ياباني)
كاذب ، كاذب (باليابانية : ライアー・ライアー تُنطق باليابانية  : رايا ، رايا) هي عبارة عن سلسلة روايات خفيفة وأنمي يابانية كوميديا رومانسية مدرسية موجهة للشباب من تأليف المانغاكا هاروكي كوو و رٌسمت من قِبل الرسام كونومي و عملت شركة ميديا فاكتوري على نشر الرواية في 15 مجلد تانكوبون في الفترة من أبريل من عام 2019 حتى نوفمبر من عام 2023 تحت بصمتهم إم أف بونكو جيه و مع النجاح الذي حققته الرواية الخفيفة قررت شركة ميديا فاكتوري تحويل الرواية لمانغا في أغسطس من عام 2019 و عملت على نشرها في مجلتهم كوميك ألايف الشهرية الموجهة للفتيات أو كما تعرف هذه النوعية من المانغا بمانغا سينين و عند أزدياد شهرة المانغا تقرر أن تحول الرواية لسلسلة أنمي مبنية على نفس الأحداث بواسطة أستديو جيك تويز و و تقرر عرضه في موسم صيف 2023 في الفترة بين يوليو من عام 2023 و سبتمبر من العام نفسه .

## القصة
في جزيرة تسمي بجزيرة الفصول الأربع تقع غرب خليج طوكيو أو تعرف باسم جزيرة الأكاديمية التابعة في الملكية لشركة سايونجي ، يتم تسوية كل شيء بواسطة "الألعاب" و هي عبارة عن ألعاب تحديات يتم إجراؤها من أجل الحصول على عدد معين من النجوم بحيث يحصل الطالب الأقوى على تصنيف السبع نجوم. فيتفوق الطالب المُنتقل حديثًا المدعو بهيروتو شينوهارا , بالصدفة في أحدى ألعاب التحديات على الطالبة الأقوى الملقبة بالإمبراطورة ساراسا سايونجي و يحل محلها و يأخذ لقبها و بهذا يحمل لقب أقوى من في الأكاديمية ! حينها تبدأ مغامرة ألعاب العقل التي تتراوح بين الأكاذيب و الخُدع الذهنية ! فمن سارسا يعرف هيروتو أنها فتاة منتحلة لشخصية ساراسا سايونجي و تمر الأحداث بينهم

## الشخصيات
هيروتو شينوهارا (باليابانية : 篠原 緋呂斗 و يٌنطق باليابانية : شينوهارا هيروتو)
أداء صوتي: جينتا ناكامورا
هيروتو هو بطل الرواية الذي يحصل على تصنيف السبع نجوم بعد تغلبه على الإمبراطورة ساراسا سايونجي و أتى لجزيرة أكاديمية سايونجي بهدف لقاء صديقة طفولته .

شيرايوكي هيميجي (باليابانية : 姫路 白雪 يٌنطق باليابانية : هيمجي شيرايوكي)
أداء صوتي: يوكينا شوتو
هيميجي شيرايوكي تعمل كخادمة لهيروتو و هي صديقة لساراسا منذ الطفولة . و لديها مشكلة صغيرة حيث إنها غير معتادة على التواجد مع الرجال .

ساراسا سايونجي (باليابانية : 彩園寺 更紗 يُنطق باليابانية : سايونجي ساراسا) أو رينا أكاباني (باليابانية : 赤羽 里奈 يُنطق باليابانية  : أكاباني لينا)
أداء صوتي: واكانا كوراموتشي
ساراسا سايونجيهي بطلة الرواية لجانب هيروتو و كانت تُعرف سابقًا بأنها أقوى طالبة في جزيرة أكاديمية سايونجي و كانت تلقب بالإمبراطورة و تقيمها سبع نجوم ، و لكن بعد أن خسرت مبارزة أمام هيروتو، خسرت مكانتها كنجمة الأكاديمية . و هي تعيش حاليًا باسم ساراسا حيث تم اختطاف ساراسا الحقيقية و هي مفقودة. يبدو أنها كانت تعرف هيروتو عندما كانا أطفالًا و أن ساراسا الحقيقية ليست في الجزيرة بل ذهبت للبر الرئيسي لليابان و ستعود بعد التخرج

نوا أكيزوكي (باليابانية : 秋月 乃愛  يٌنطق باليابانية : أكيزوكي نوا )
أداء صوتي: ريكا تاتشيبانا (Japanese);
هي طالبة ذات تصنيف ست نجوم و تلقب بالشيطانة الصغيرة لان على الرغم من كونها تظهر لطيفة إلا إنها داهية ماكرة
تسوموجي شيينا (باليابانية : 椎名 紬 يٌنطق باليابانية :  شينا تسوموجي)
أداء صوتي: يوريكا مورياما
ناتسومي إيتشنوسي (باليابانية : 一ノ瀬 棗 يُنطق باليابانية : إيتشنوسي ناتسومي)
أداء صوتي : هوكو كواشيما
هي رئيسة أكاديمية أيمي و هي من القلة التي تعرف بخصوص أن هيروتو شينوهارا ليس طالب ذو تصنيف سبعة نجوم أو أنه نجم سابع زائف
أمي كاجايا (باليابانية :加賀谷 亜未 يُنطق باليابانية : كاجايا أمي)
أداء صوتي: هيبيكو يامامورا
هي مخترقة أو قرصانه حاسوب تعمل على إيجاد طرق لجعل هيروتو يستمر في الانتصارات عن طريق إيجاد ثغرات في اللعبة تستعملها لكي ينال هيروتو ميزة في الألعاب و هي مدمنة للكحول
Fūka Tatara (多々良 楓花 Tatara Fūka)
أداء صوتي: Momoko Seto
Yūki Tsuji (辻 友紀 Tsuji Yūki)
أداء صوتي: Mai Mochizuki
Seiran Kugasaki (久我崎 晴嵐 Kugasaki Seiran)
أداء صوتي: جون فوكوياما
سوزوران كازامي (باليابانية :風見 鈴蘭 يُنطق باليابانية : كازامي سوزوران)
أداء صوتي: سورا توكوي
شينجي إينوموتو (باليابانية :榎本 進司 يُنطق باليابانية : إينوموتو شينجي)
أداء صوتي: جونيا إينوكي
رئيس مجلس الطلاب في اكاديمية أيمي و ذو مرتبة ستة نجوم ، لديه ذاكرة قوية
ناناسي أساميا (باليابانية : 浅宮 七瀬 يُنطق باليابانية : أساميا ناناسي)
أداء صوتي: ساوري أونيشي
طالبة سنة ثالثة و ذات مرتبة ستة نجوم ، و هي صديقة طفولة شينجي.

## وسائط

### الرواية الخفيفة
هي عبارة عن سلسلة من الروايات الخفيفة من تأليف المانغاكا هاروكي كوو و من رسوم كونومي و قامت شركة ميديا فاكتوري بنشر السلسلة في 15 مجلد تانكوبون في الفترة من أبريل من عام 2019 حتى نوفمبر من عام 2023 تحت بصمة النشر الخاصة بهم إم أف بونكو جيه . و قد أخذت شركة ين بريس حقوق نشر الرواية في العالم باللغة الإنجليزية .

#### قائمة مجلدات الراوية الخفيفة
فيما يلي جدول يوضح مجلدات الرواية الخفيفة وتاريخ اصدارها
| ترتيب المجلد | تاريخ نشر المجلد | الرقم التعريفي الدولي للكتاب |
| ------------ | ---------------- | ---------------------------- |
| 1            | 25 أبريل 2019    | 978-4-04-065631-1            |
| 2            | 24 أغسطس 2019    | 978-4-04-065798-1            |
| 3            | 25 فبراير 2020   | 978-4-04-064447-9            |
| 4            | 25 مارس 2020     | 978-4-04-064549-0            |
| 5            | 20 يوليو 2020    | 978-4-04-064810-1            |
| 6            | 25 نوفمبر 2020   | 978-4-04-680015-2            |
| 7            | 25 مارس 2021     | 978-4-04-680329-0            |
| 8            | 21 يوليو 2021    | 978-4-04-680610-9            |
| 9            | 25 نوفمبر 2021   | 978-4-04-680913-1            |
| 10           | 25 مارس 2022     | 978-4-04-681293-3            |
| 11           | 25 يوليو 2022    | 978-4-04-681582-8            |
| 12           | 25 نوفمبر 2022   | 978-4-04-681939-0            |
| 13           | 25 مارس 2023     | 978-4-04-682333-5            |
| 14           | 25 يوليو 2023    | 978-4-04-682663-3            |
| مجلد خاص SS  | 25 سبتمبر 2023   | 978-4-04-682868-2            |
| 15           | 25 نوفمبر 2023   | 978-4-04-683076-0            |

### المانغا
تم اصدار المانغا المستندة على الرواية الخفيفة بواسطة المانغاكا فونا يوكينا وتم نشر المانغا في مجلة السينين التابعة لشركة النشر ميديا فاكتوري مجلة كوميك ألايف الشهرية منذ شهر أغسطس من العام 2019.تم جمعها في أربعة مجلدات تانكوبون .

#### قائمة مجلدات المانغا
فيما يلي جدول يوضح مجلدات المانغا وتاريخ اصدارها
| رقم المجلد | تاريخ النشر    | الرقم التعريفي الدولي للكتاب |
| ---------- | -------------- | ---------------------------- |
| 1          | 23 أبريل 2020  | 978-4-04-064507-0            |
| 2          | 21 نوفمبر 2020 | 978-4-04-064894-1            |
| 3          | 22 يوليو 2023  | 978-4-04-682836-1            |
| 4          | 22 أغسطس 2023  | 4978-4-04-682884-2           |

### الأنمي
تم الإعلان عن تحويل سلسلة المانغا إلي أنمي في 1 أبريل 2021، وهو يوم كذبة أبريل. و تم الكشف عنه لاحقًا أن السلسلة من إنتاج استديو جيك تويز و من إخراج كل من ساتورو أونو و ناوكي ماتسورا، كتابة السيناريو من موموكا تويودا، و رسم و تصميمات الشخصيات بواسطة يومي ناكامورا، والموسيقى التصويرية من تأليف كونيوكي تاكاهاشي و كييتشي هيروكاوا من شركة موناكا. و تم بث المسلسل في فترة صيف عام 2023 في الفترة من 8 يوليو إلى 23 سبتمبر 2023 على شبكات طوكيو إم إكس و شبكات أخرى. الشارة الافتتاحية هي "Lies Goes On" و التي تعني بالعربية : أكاذيب مستمرة غناء المغنية ماين، و شارة النهاية هي "Fakey Merry Game" و التي تعني بالعربية : لعبة فرح وهمية غناء فرقة سمايل برينسيس Smile Princess. و قامت خدمة كرانشي رول العالمية بالحصول على حقوق عرض السلسلة في دول أوروبا و الشرق الأوسط و أفريقيا و وسط و غرب أسيا و الأمريكيتين. قامت شركة ميديا لينك Medialink بترخيص المسلسل في تايوان وجنوب وجنوب شرق آسيا . و يتم بثه على قناة Ani-One Asia على اليوتيوب عبر خدمة الاشتراك ULTRA الخاصة بهم .

#### قائمة الحلقات
فيما يلي جدول يوضح قائمة الحلقات وتاريخ اصدارها و ملخص سريع لكل حلقة
| رقم الحلقة | عنوان الحلقة باليابانية | عنوان الحلقة بالعربية   | تاريخ البث لأول مرة |
| --- | ----------------------- | ----------------------- | ------------------- |
| 1 | 王と嘘                  | الملك و الأكاذيب        | 8 يوليو 2023        |
| في أكاديمية إيمي ، التي تشرف عليها شركة سايونجي التي توفر جميع التقنيات الموجودة في هواتف الطلاب الذكية . بحيث يتنافس الطلاب في الألعاب لتحديد تصنيفاتهم، الأعلى و الأفضل في الجزيرة هو الشخص ذو التقييم السبعة نجوم. حيث يقابل هيروتو ساراسا سايونجي نجمة أكاديمية أوكا لتشرح له كيفية استخدام الهاتف الذكي لمعرفة الطريق لأكاديميته بمجرد مرور الأخيرة على مرش العشب فيرش المرش الماء على ملابسها فتبتل ، لذا تلومه سارسا على محاولته إحراجها وتتحداه في مسابقة تحديق تفرضها كاميرات التعرف على لغة الجسد و الوجه و تشرح له كيفية القيام بالتحدي . و اثناء لعبتهم اشتغل رشاش العشب مرة أخرى فتبللت ملابسها مرة ثانية ، فشعرت سارسا بالحرج لأن الجميع ظل يحدقون فيها و استطاعوا رؤية حمالة صدرها بوضوح ، وتعلن الكاميرات أنها الخاسرة، مما يمنح هيروتو أحد نجومها أي النجم الأحمر . و تم استدعاء هيروتو من قبل المدير ناتسومي إيتشنوسي التي أبلغه أن ساراسا هي واحدة من الطلاب ذو تصنيف السبعة نجوم القلائل وحفيدة الرئيس التنفيذي لشركة سايونجي ماساموني سايونجي . بصفته واحد من عامة الناس، أصبحت حياته الآن معرضة للخطر بسبب إهانة عائلة سايونجي، ولكن لحسن الحظ، كان النجم الذي فاز به هيروتو واحدًا من بين خمسة عشر نجمًا ملونًا؛ النجم الأحمر الذي يسمح له بتمرير أي كذبة على أنها حقيقة، لذلك من أجل حمايته يتظاهر بكونه الطالب ذو التصنيف السبعة نجوم، لأن هذا أقل إهانة لعائلة سايونجي. بعد ذلك تسحبه ساراسا لمكان منزوي ، وتكشف أنها في الواقع ليست ساراسا سيونجي بل هي رينا أكاباني، و تقول له أنه عليه حماية كذبته بالنجمة الحمراء حتى يعتقد الناس أنها ساراسا. تتوسل إليه ألا يكشف سرها . و عندما كشف لها أنه لا يعرف كيف يستعمل الهاتف و لا طريقة القتال صُدمت أن الرشاش العشب قد بل ثيابها مرتين كان ذلك حادثًا حقيقيًا، مما يعني أن فقدانها للنجمة الحمراء كان خطأها بالكامل بسبب مبالغتها في رد الفعل. |                         |                         |                     |
| 2 | 忠義と演技              | ولاء و أداء             | 15 يوليو 2023       |
| يعرف هيروتو أكثر عن ماهية كونه طالب ذو تصنيف سبعة نجوم ، و يحصل على قصر و مساعدة خاصة و هي هيميجي شيرايوكي . تذكر هيميجي أن هناك عشرين أكاديمية مصنفة على عدد النجوم الطلاب مرة كل السنة. بصفته نجمًا السابع ، قام هيروتو بزيادة تصنيف أكاديمية إيمي، لكن ذلك يجعله هدفًا. من الواضح أنه سيخسر النجم الذي ربحه سريعًا أمام منافسه الأول. لذلك فإن دور هيميجي الرئيسي هو مساعدة هيروتو على الفوز عن طريق الغش بدعم من أمي كاجايا، المُخترقة بناءً على توصية هيميجي، يقبل هيروتو تحدي هارو أوراساكا في سباق 100 متر باستخدام أي طريقة. و تحاول تخريب الخصم. تستخدم أوراساكا دراجتها النارية المُعدلة كي تكسب ميزة في السباق و تتغلب على قدرة إبطال التدخل أو منع التخريب. مع اختراق اِمي كاجايا، فتتمكن من إيقاف دراجة هارو أوراساكا قبل نهاية النزال بلحظات ويفوز هيروتو عن طريق الوصول أولاً لخط النهاية سيرًا على الأقدام . تكشف ربنا لهيروتو بشكل خاص أن ساراسا سايونجي الحقيقية قد اختطفت قبل عام و طلب منها أن تنتحل شخصية ساراسا سيونجي للحفاظ على المظهر. وهذا يعني أن بقاء سر اختطاف ساراسا سايونجي قد يعتمد على عدم كشف هوية رينا أكاباني، والذي يعتمد الآن على بقاء هيروتو طالب ذو تصنيف سبع نجوم. يكشف هيروتو أيضًا أنه لا يريد أن يطرد من الأكاديمية لأنه يبحث عن صديقة طفولته المفقودة و يعتقد أنها طالبة هنا في هذه الجزيرة ، ويتفقان على العمل معًا سرًا لكي يحافظا على كذبتهم ، لذلك يتبادلان وسائل الاتصال ، و في المدرسة يتلقى رسالة من طالبًا مخيفًا يدعى سيران كوغاساكي . |                         |                         |                     |
| 3 | 互角と覚悟              | تعادل و تصميم           | 22 يوليو 2023       |
| الطالب سيران كوغاساكي ، هو أحد محبي سارسا سايونجي المهوسين و يدعوها بإلهته ، و يتحدى هيروتو في لعبة. تقابل رينا هيروتو في منزل هيروتو و تكشف هيميجي أن هي صديقة قديمة لرينا و تعرف حقيقة أنها تتظاهر بأنها ساراسا سايونجي . و يعرفون أن سيران هو طالب بتصنيف 5 نجوم شرعي و لعبته هي جمع البطاقات من جميع أنحاء المنطقة ثم التنافس في سحب 5 بطاقات مستديرة. لسوء الحظ، تسمح له قدرته على الحشد في حالات الطوارئ باستدعاء 300 من زملائه الملاحقين لمساعدته و يجمعون 16 بطاقة بسرعة كبيرة. تقرر هارو أوراساكا مساعدة هيروتو بواسطة دراجتها يجمع بسرعة ورقتان ولكن هيروتو يصاب أثناء ذلك . عندما يحاول الاستمرار في اللعب، تكشف رينا سرها. حيث أن ساراسا لم يتم اختطافها، فلقد أرادت أن تحي حياة عادية كطالبة في المدرسة الثانوية لذلك قامت رينا بتهريبها إلى البر الرئيسي تحت اسم مستعار. و ساراسا تخطط للعودة بعد التخرج. هيروتو أعجب "بطريقة رينا في الخوف على صديقتها فداعها بنوعه المفضل أو فتاته المثالية . يدرك هيروتو باعتباره نجمًا مزيفًا أنه يمكنه تقنيًا استخدام القدرة، و هذه القدرة هي " كاسر القواعد أو منتهك القواعد "، لتغيير قاعدة واحدة في منتصف اللعبة. وهكذا يخدع سيران ليعتقد أنه استخدم كسر القواعد بينما في الواقع هو استخدم شاشة مزيفة للتلاعب بهاتف سيران. فيتخلص سيران عن طريق الخطأ جميع أوراقه، تاركًا مع هيروتو ببطاقة واحدة، ويفوز باللعبة. و ينتقل للمشفى ليتعالج من أصابته و بعد ذلك نلتقي به رينا على السطح تحاول رينا أن تسأل هيروتو عما كان يقصده بدعوتها " بنوعي المفضل " ، لكنه رد على الهاتف بينما لم يكن يسمعها جيدًا فعندما أنتهى سألها مرة أخرى ماذا تريد لكن رينا قررت عدم سؤاله عن ذلك في الوقت الحالي . |                         |                         |                     |
| 4 | チョコと悪魔            | الشكولاتة و الشيطان     | 29 يوليو 2023       |
| تخبر المديرة ناتسومي هيميجي أن هيروتو أصبح الآن نجمًا حقيقيًا ، بعد أن فاز بنجمة من سيران، لكنها نجمة أخرى من بين 15 نجمة الملونة؛ حيث نجم الذي ربحه من رينا هو النجم أحمر، و النجم الذي ربحه من سيرين النجم النيلي. تريد ناتسومي أن يفوز هيروتو بسبعة نجوم ملونة ، مما يجعله الطالب الأول الذي يصبح الطالب ذو التصنيف سبعة نجوم ملونة "All Color Seven Star". تنتقل هيميجي إلى فصل هيروتو، في الوقت المناسب تمامًا لبدء الألعاب التجريبية، حيث يمكن لأي طالب تحدي أي شخص دون المخاطرة بخسارة النجوم. بحيث سيتنافس الفائزون الخمسة الأوائل بعد ذلك في المنافسة بين الأكاديميات. تقترب زميلة الدراسة نوا أكيزوكي من هيروتو لكن هيميجي تحذره و تطلب منه أن يتوخى الحذر لأن نوا أكيزوكي هي طالبة ذات تصنيف ستة نجوم و تلقب بالشيطانة الصغيرة . و تحذر ناتسومي هيروتو من تسلل طلاب من أكاديميات أخرى لتحديه، بالإضافة إلى أن النجم الأخضر (الفريد ) الذي تحتفظ به أكاديمية إيمي قد سُرق ومن المحتمل أن يستخدم في المنافسات القادمة ضده نظرًا لزيادة نسبة الذكاء. بمساعدة أمي كاجايا، يتجنب هيروتو المنافسين الذين لا يشكلون أي تهديد بالنسبة لهم، مما يزيد من فرصه في أن يصبح من بين الخمسة الأوائل. لأسباب غير معروفة، تحاول نوا أكيزوكي توريط هيروتو باعتباره متحرشًا، ولكن يتم إنقاذه عن طريق قبول تحدي اللعبة بسرعة من قبل هيميجي. تخطط هيميجي للخسارة. لكن تم اختطافها من قبل أكيزوكي لمنعهم من اللعب معًا ، وما لم يكمل هيميجي و هيروتو تحدي اللعبة في غضون 24 ساعة، فسيخسر كلاهما افتراضيًا، مما يكلف هيروتو مكانه بين الخمسة الأوائل. |                         |                         |                     |
| 5 | 勝ち目と蒼い目          | فرصة قتالية بعيون زرقاء | 5 أغسطس 2023        |
| بما أن نوا تسيطر الآن على هيميجي يجبرُ هيروتو على أن يلعب لعبته بشكل حقيقي، و هي لعبة يمتلك فيها اللاعبون 10 أوراق ذات قيم مختلفة مع المهارات المرفقة، ومن يلعب بطاقة ذات قيمة أعلى يحتفظ بكلا البطاقتين، لذا من لديه أكبر عدد من البطاقات بعد 10 جولات يفوز باللعبة . تطور كل من كاجايا و رينا استراتيجية غش. كما تمنح رينا لهيروتو مهارة فريدة من نوعها، و هي ضارب القرص، لحالات الطوارئ. في اليوم التالي، يبدأ هيروتو و هيميجي اللعب. تأخذ هيميجي زمام المبادرة مبكرًا لكن هيروتو يلاحظ أنها تطلب منه الخسارة. نوا تبدأ في التفكير بحيرة فهي تتسأل لم يتصرف الأثنان بجد . عندما يخسر هيروتو جميع الجولات العشر عن قصد و تفوز هيميجي بجميع البطاقات، حتى يتم الكشف عن البطاقة الأخيرة التي لعبها هيروتو كانت تتمتع بمهارة حصان طروادة، و التي تسرق نصف إجمالي أوراق التي تملكها هيميجي، و تنهي اللعبة بالتعادل ، و بالتالي يحتفظ هيروتو بمركزه ضمن الخمسة الأوائل. و لكن تكشف نوا أنها قد وضعت فيروسًا على هاتف هيميجي من شأنه أن ينتقل إلى هاتف هيروتو إذا فاز و تكشف أنه مجرد نجم سابع مزيف، لذلك كان التعادل هو الطريقة الوحيدة لحمايته. فبالتالي تغضب نوا لأنها كانت تأمل أن يخسر كي يفضح غش هيروتو انتقامًا لأنه أصبح أكثر شهرة منها .نوا كشفت بالصدفة أن لديها صاحب عمل خطير، لذا كشفت أن الفيروس يمكنه أيضًا حذف جميع بيانات هيميجي، الأمر الذي قد المجلس الأعلى للأكاديميات على طرد هيجيمي من الجزيرة ، ما لم يقبل هيروتو طلب نوا. إن لم يتنازل لها عن نجومه المميزة . |                         |                         |                     |
| 6 | 宝と闇                  | كنوز في الظلام          | 12 أغسطس 2023       |
| اللعبة التي يلعبها كل من نوا و هيروتو عبارة عن لعبة البحث عن الكنز حيث يجب على هيروتو و نوا تحديد موقع الكنز الآخر، أي هيميجي بالنسبة لهيروتو و رينا بالنسبة لنوا و من ينجح في الوصول للكنز أولاً يصبح الفائز ، في مكان ما في المبنى على بعد عشرة أدوار. تمكن رينا من اختراق هاتف هيميجي و تحديد موقعها لصالح هيروتو، لذلك تستخدم نوا إحدى أدوارها لنقل هيميجي إلى موقع آخر. قبل أن يتمكن هيروتو من الوصول إلى هناك. يشتبه هيروتو في أن نوا تستخدم قدرة النجم الأخضر المسروق ليمنحها القدرة على التنبؤ بالحركة. يتوصل هيروتو إلى طريقة للفوز و يضمن جديًا أن تستمر اللعبة حتى الساعة 10 مساءً. في الساعة 10 بالضبط، تكتشف رينا موقع هيميجي، وقد كان هيروتو سرًا طلب من هيميجي تشغيل مكيف الهواء في الساعة 10، لتكشف عن نفسها. فيسترد هيروتو هيميجي و يفوز باللعبة لكن نوا تستخدم قدرتها على تغيير القدر لحذف سجل حركة هيروتو الفائزة. ثم تحدد موقع رينا وتفوز، حتى تكشف رينا عن قدرة فريدة من نوعها القدرة التي أعطتها لهيروتو تسمح للاعبين بتبديل الأماكن، لذلك كانت نوا تلعب بالفعل ضد هيميجي طوال المباراة، مما جعلها خسارة هيميجي وليس هيروتو. يؤدي هذا أيضًا إلى نقل الفيروس من هاتف هيميجي إلى هاتف نوا ، مما يؤدي إلى حذف جميع بياناتها والقضاء عليها. يتم طردها، مع عدم وجود أي شيء لتخسره، تعتذر نوا أكيزوكي عن كل شيء و تكشف أن صاحب عملها الخطير أو الشيطان الذي أجبرها على هذا هو كوراهاشي ميكادو، مدير أكاديمية سيجو التي تقع في الحي رقم 12 ، يقرر هيروتو الانتقام لنوا بهزيمة كوراهاشي ميكادو . |                         |                         |                     |
| 7 | 静と改                  | اصمت و تغيّر             | 19 أغسطس 2023       |
| تذهب نوا لمكتب كوراهاشي ميكادو و تتحدث معه بشأن خسارته الأخيرة و لكن هذا كان فخ من نوا لتوقع به و تكشفه و هو متلبسًا أمام كل طلبة الأكاديميات ، بعد سقوط رئيس أكاديمية سيجو تعلن المديرة ناتسومي إيتشونسي عن بدء المنافسة الداخلية بين الأكاديميات أو كما تسميها المعركة الأكاديميات الداخلية التي ستبدأ في مايو و بدأت الإعلان عن هوية المشاركين و هم الخمسة الأوائل في منافسات أكاديمية إيمي ( طالبة السنة الثالثة ناناسي أساميا ، رئيس مجلس الطلبة شينجي إنيموتو ، الشيطانة الصغيرة نوا أكيزوكي ، الخادمة المميزة هيجمي شيرايوكي و النجم السابع الزائف هيروتو شينوهارا ) أصبح ريوتو يملك 3 نجوم ملونة و هي النجم الأحمر ، النيلي و الأخضر حيث تنازلت له نوا عن النجمة مقابل أن يساعدها في التخلص من سيطرة كوراهاشي ميكادو عليها و من ثم يذهب كل من رينا و هيروتو و هما متنكران لمتجر لشراء بطاقات القدرات النادرة لكن تشترط صاحبة المتجر على أنها لن تبيع أو تتعامل إلا مع الأحباء فتحاول رينا أن تقنع مالكة المتجر أنها و هيرتو أحباء فتجبرهما على أن يمسكا أيديهما و بالفعل تحايل الأثنان ليتمكنا من الحصول على البطاقات النادرة و بعد ذلك يذهبون المشاركون الخمسة ( فريق أكاديمية إيمي ) في معركة الأكاديميات لغرفة الاجتماعات لكي يتعرفوا على بعض أكثر و تشرح لهم هيجيمي شروط و قواعد المشاركة و طريقة اللعب و كيفية الفوز و الخسارة في معركة الأكاديميات الداخلية التي ستحدث في شهر مايو لمدة أسبوع و بالنهاية يقررون من سيكون القائد بينهم ليختلف كل من شينجي و هيروتو بخصوص من سيكون قائد الفريق و تحدث بينهما مشادة |                         |                         |                     |
| 8 | 互角と覚悟              | ليلة طيبة               | 26 أغسطس 2023       |
| ظهرت في جزيرة سايونجي فتاة تشبه رينا إلي حد كبير تنتحل شخصية الإمبراطورة ساراسا سايونجي يدعونها بالشبيهة المطابقة نظرًا لشبها الكبير برينا حيث وجهت حديثها لرينا و تحدتها في لعبة معركة الأكاديميات الداخلية أسترال و حددت شرط أن التي ستتمكن من هزم هيروتو فعلى الأخيرة أي رينا التخلي عن اسم سايونجي ساراسا و حسابها على مواقع التواصل الاجتماعي الخاصة بالأكاديميات و أن ربحت رينا ستتركها و شأنها هي و هيروتو و لكن إذا رفضت قبول التحدي فستلجئ للتعري أمام الكاميرات و و تقوم بعدة أمور محرجة للفتيات و هذا ما يشعرها بالراحة و لأنها شخصية شهيرة فستصبح السبق الأول لعدة أسابيع مما أغضب رينا و جعلها تكاد تحطم الجهاز اللوحي لولا أن هيروتو سحبه من أمامها على آخر لحظة حاول هيروتو تهدئة رينا و عملوا على تحليل الفيديو و علما أن كوراهاشي هو السبب وراء ظهور هذه المنتحلة خصوصًا أنه علم أن رينا ساعدت هيروتو للفوز بالمعركة الإقصائية التي أقيمت في اكاديمية إيمي بعد ذلك يطلب هيروتو من أمي مساعدته و ظل يشرح لها إنه عليه الفوز بكل المنافسات حيث عليه أن يصبح القائد العسكري حتى لا يكتشف كل من رفاقه في الفريق ( ناناسي و شينجي و نوا ) حقيقة كذبته حيث لو خسر نزال واحد قد يخسر أحدى نجومه الثلاثة و بالتالي ستنكشف كذبته و هذا سيضعه في موقف سييء |                         |                         |                     |
| 9 | 互角と覚悟              | تعادل و تصميم           | 2 سبتمبر 2023       |
| |                         |                         |                     |
| 10 | 互角と覚悟              | تعادل و تصميم           | 9 سبتمبر 2023       |
| |                         |                         |                     |
| 11 | 互角と覚悟              | تعادل و تصميم           | 16 سبتمبر 2023      |
| |                         |                         |                     |
| 12 | 互角と覚悟              | تعادل و تصميم           | 23 سبتمبر 2023      |
| نجح هيروتو و فريقه من هزيمة العذراء الشيطانة و حقق لقب الفريق الفائز بالمعركة الأكاديميات الداخلية أسترال بعد قتال قوي |                         |                         |                     |

## مصطلحات الأنمي
1- النجم الأحمر أو نجم الكذب يعطيك القدرة على تمرير كذبة على أساس أنها حقيقة
2- النجم الأخضر أو نجم البصيرة يعطيك القدرة على زيادة البصيرة أو نسبة الزكاء
3- النجم النيلي